# واين جيبسون
واين جيبسون (بالإنجليزية: Wayne Gibson)‏ هو مغني بريطاني، ولد في 15 ديسمبر 1942، وتوفي في 1 أبريل 2004.

## وصلات خارجية
- واين جيبسون على موقع ميوزك برينز (الإنجليزية)
- واين جيبسون على موقع ديسكوغز (الإنجليزية)